# Jan Rijspoort
Jan Rijspoort (van Belle, c'est-à-dire « de Bailleul »), né à Bailleul ( ? ) et vécut début XVIIe siècle, est un compositeur des Pays-Bas espagnols, actif à Anvers à la fin du XVIe siècle et au début du XVIIe siècle.

## Le recueil desMorale Spreeckwoorden
Ce recueil de chansons néerlandaises, à quatre et cinq voix, est paru à Anvers en 1617 chez  l'éditeur Petrus Phalesius.  Jusqu'à nos jours, aucun exemplaire complet n'a été retrouvé de cet ouvrage, qui comprend des chansons polyphoniques sur des textes néerlandais.  Un seul exemplaire endommagé de la partie de ténor, conservé au musée Plantin-Moretus à Anvers, nous est parvenu ; cet ouvrage fut réimprimé, pourvu d’une basse continue, en 1631.  Il comprend 31 chansons à quatre et 19 à cinq voix ; les textes, fondés sur des proverbes « moraux » et des dictons populaires, ont tous été écrits en strophes de cinq vers.	
Le Supplementum duodecimum thesauri bibliothecarii librariae bellerianae (Douai, 1621) et l'index de la bibliothèque musicale du roi Jean IV de Portugal ajoutent van Belle au nom du compositeur.  En effet, Rijspoort venait de Belle (maintenant Bailleul), alors un petit village au nord de Tournai.  Bergmans mentionne une famille Rijspoort qui vécut à Bailleul et à Ypres entre 1575 et 1625.

## Sources et bibliographie
- (nl) Antwerpse muziekdrukken: vocale en instrumentale polyfonie (16de-18de eeuw), musée Plantin-Moretus, 29 juin 1996-29 septembre 1996, Anvers, 1996 (catalogue d'exposition).
- (nl) Jan Willem Bonda, De meerstemmige Nederlandse liederen van de vijftiende en zestiende eeuw, Hilversum, Verloren, 1996  (ISBN 90-6550-545-8).
- (nl) René Bernard Lenaerts, Het Nederlands polifonies lied in de 16de eeuw, Malines/Amsterdam, De Spieghel, 1933.
- (en) René Bernard Lenaerts, et Henri Vanhulst, The New Grove Dictionary of Music and Musicians. Vol. 21, Éd. Grove's Dictionaries, 2001 (version en ligne)  (ISBN 0333608003).
- (nl) Eugeen Schreurs, Het Nederlandse polyfone lied (publié à l'occasion de la série homonyme de programmes de radio de la BRT), Peer, Éd. Alamire, 1986  (ISBN 90-6853-018-6).